# Ante Roguljić
Ante Roguljić (Spalato, 11 marzo 1996) è un calciatore croato, centrocampista dell'Anorthōsis.

## Carriera

### Club
Il 14 settembre 2018 viene acquistato a titolo definitivo dalla squadra slovacca dell'AS Trenčín.

### Nazionale
Ha giocato nelle nazionali giovanili croate Under-15, Under-16, Under-17, Under-18, Under-19 ed Under-21.

## Statistiche

### Cronologia presenze e reti in nazionale
| Cronologia completa delle presenze e delle reti in nazionale ― Croazia under 21 | Cronologia completa delle presenze e delle reti in nazionale ― Croazia under 21 | Cronologia completa delle presenze e delle reti in nazionale ― Croazia under 21 | Cronologia completa delle presenze e delle reti in nazionale ― Croazia under 21 | Cronologia completa delle presenze e delle reti in nazionale ― Croazia under 21 | Cronologia completa delle presenze e delle reti in nazionale ― Croazia under 21 | Cronologia completa delle presenze e delle reti in nazionale ― Croazia under 21 | Cronologia completa delle presenze e delle reti in nazionale ― Croazia under 21 |
| Data                                                                            | Città                                                                           | In casa                                                                         | Risultato                                                                       | Ospiti                                                                          | Competizione                                                                    | Reti                                                                            | Note                                                                            |
| ------------------------------------------------------------------------------- | ------------------------------------------------------------------------------- | ------------------------------------------------------------------------------- | ------------------------------------------------------------------------------- | ------------------------------------------------------------------------------- | ------------------------------------------------------------------------------- | ------------------------------------------------------------------------------- | ------------------------------------------------------------------------------- |
| 13-11-2014                                                                      | Sebenico                                                                        | Croazia under 21                                                                | 3 – 0                                                                           | Norvegia under 21                                                               | Amichevole                                                                      | -                                                                               | 75’                                                                             |
| 27-3-2018                                                                       | Velika Gorica                                                                   | Croazia under 21                                                                | 4 – 0                                                                           | Moldavia under 21                                                               | Qual. Europeo Under-21 2019                                                     | -                                                                               | 65’                                                                             |
| Totale                                                                          |                                                                                 | Presenze                                                                        | 2                                                                               |                                                                                 | Reti                                                                            | 0                                                                               |                                                                                 |

| Cronologia completa delle presenze e delle reti in nazionale ― Croazia under 19 | Cronologia completa delle presenze e delle reti in nazionale ― Croazia under 19 | Cronologia completa delle presenze e delle reti in nazionale ― Croazia under 19 | Cronologia completa delle presenze e delle reti in nazionale ― Croazia under 19 | Cronologia completa delle presenze e delle reti in nazionale ― Croazia under 19 | Cronologia completa delle presenze e delle reti in nazionale ― Croazia under 19 | Cronologia completa delle presenze e delle reti in nazionale ― Croazia under 19 | Cronologia completa delle presenze e delle reti in nazionale ― Croazia under 19 |
| Data                                                                            | Città                                                                           | In casa                                                                         | Risultato                                                                       | Ospiti                                                                          | Competizione                                                                    | Reti                                                                            | Note                                                                            |
| ------------------------------------------------------------------------------- | ------------------------------------------------------------------------------- | ------------------------------------------------------------------------------- | ------------------------------------------------------------------------------- | ------------------------------------------------------------------------------- | ------------------------------------------------------------------------------- | ------------------------------------------------------------------------------- | ------------------------------------------------------------------------------- |
| 13-8-2014                                                                       | Udine                                                                           | Italia under 19                                                                 | 1 – 2                                                                           | Croazia under 19                                                                | Amichevole                                                                      | 1                                                                               | cap. 63’                                                                        |
| 7-10-2014                                                                       | Signo                                                                           | Croazia under 19                                                                | 1 – 0                                                                           | Estonia under 19                                                                | Qual. Europeo Under-19 2015                                                     | 1                                                                               | cap.                                                                            |
| 9-10-2014                                                                       | Dugopolje                                                                       | Islanda under 19                                                                | 1 – 4                                                                           | Croazia under 19                                                                | Qual. Europeo Under-19 2015                                                     | -                                                                               | cap. 88’                                                                        |
| 26-3-2015                                                                       | Enzesfeld-Lindabrunn                                                            | Italia under 19                                                                 | 2 – 2                                                                           | Croazia under 19                                                                | Qual. Europeo Under-19 2015                                                     | 2                                                                               |                                                                                 |
| 28-3-2015                                                                       | Wiener Neustadt                                                                 | Croazia under 19                                                                | 0 – 2                                                                           | Croazia under 19                                                                | Qual. Europeo Under-19 2015                                                     | -                                                                               |                                                                                 |
| 31-3-2015                                                                       | Enzesfeld-Lindabrunn                                                            | Scozia under 19                                                                 | 1 – 1                                                                           | Croazia under 19                                                                | Qual. Europeo Under-19 2015                                                     | -                                                                               | cap. 72’                                                                        |
| Totale                                                                          |                                                                                 | Presenze                                                                        | 6                                                                               |                                                                                 | Reti                                                                            | 4                                                                               |                                                                                 |